# Psalm 60

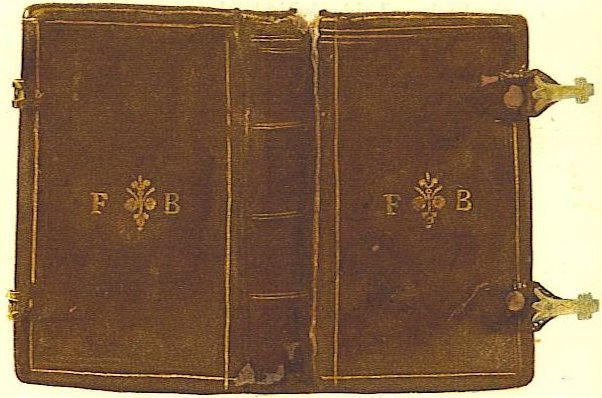
Księga Psalmów z 1651 roku

Psalm 60 – jeden z utworów zgromadzonych w biblijnej Księdze Psalmów. Psalm jest zaliczany do dzieł Dawida. W numeracji Septuaginty psalm ten nosi numer 59.

## Treść Psalmu
Redaktorzy psalmu łączą go z wydarzeniami historycznymi dotyczącymi króla Dawida. Historycznym tłem całego dzieła jest kampania Dawida przeciwko Aramejczykom i Edomitom (2Sm 8,3–14). Pierwsze wersety psalmu zdają się wyrażać doświadczenie klęski, a nie zwycięstwa. Psalm zawiera w sobie liczne odniesienia do symboliki biblijnej i metafor tj. sztandar, napojenie winem, dolina Sukkot (dosł. „szałasy”), misa do mycia, rzucić but (sandał), w Edom. Odnoszą się one do kultury i treści znanych ludziom współczesnym redaktorom treści tekstu. Psalm stwarza wrażenie, że został spisany w przeddzień bitwy. Podmiot liryczny błaga Boga o zwycięstwo, by ci, których miłuje Najwyższy, ocaleli (60,7). Psalmista wypowiada pobożne pragnienia, w czasie przyszłym, dotyczące zwycięstwa nad ludami starającymi się zahamować ekspansję narodu wybranego. Wydaje się, że podmiot liryczny swoje życzenia opiera na bezpośredniej Bożej obietnicy, wypływającej z tekstu. Dwa ostatnie wiersze psalmu mogą znaleźć się w modlitwie ludzi każdego wieku i pokolenia.

## Symbolika
- Napoiłeś nas winem oszałamiającym (60,5) – słowa te wskazują na to, że moc Bożego gniewu została przyrównana do napoju alkoholowego, kielicha wina, który odurzał i prowadził do niezdarności[1].
- Sztandar (60,6) – wykorzystywany w czasach biblijnych do oznaczenia przez wojsko punktów zbornych; często służyły one jako urządzenia sygnałowe. Sztandary zwisające na murach miast oznaczały przynależność do danego bóstwa. Często mocowane podczas wojen w pobliżu królewskiego pawilonu, gdzie składano ofiary danemu bóstwu[1].
- Wersety 7–14 – zostały powtórzone w Psalmie 108,7–14[3].
- Moab misa do mycia, Edom rzucony sandałem (60,10) – porównania te zdają się mieć związek z położeniem i historią oraz symboliką każdego z miast. Moab był położony w pobliżu Morza Martwego, a misa, o której mowa w tekście, często służyła do obmywania nóg swojemu panu. Prawdopodobnie symbol posiada znaczenie sługi, jakim zostanie Moab. Rzucenie sandałem ściśle wiązało się z prawem lewiratu, oznaczało pozbawienie przez wdowę prawa do dziedziczenia ziemi przez krewnego. W tym wersecie posiada znaczenie całkowitego podboju przez Boga ziemi Edomu[4].
- Sela – w psalmie pojawia się jeden raz nie do końca zrozumiałe słowo sela.

## Geografia
- Podzielenie Sychem (60,8) – miasto o szczególnym znaczeniu symbolicznym. Miejsce święte pojawiające się w wielu źródłach starożytnych, m.in. Egipt. Istnieją dowody na nieprzerwane zasiedlenie od ponad II tysięcy lat przed Chrystusem. Ważne miasto z punktu tradycji i historii biblijnej. Było świadkiem wydarzeń, w których uczestniczył Abram i Jakub[1].
- Moab, Edom i Filistea (60,10) – krainy biblijne reprezentujące ludy nieprzychylne Izraelowi[3].